# Andromeda XXII
Andromeda XXII – karłowata galaktyka sferoidalna w gwiazdozbiorze Ryb, znajdująca się w odległości około 2,4-3,0 mln lat świetlnych od Słońca.
Andromeda XXII znajduje się w pobliżu dwóch dużych galaktyk: Messier 31 i Messier 33 i najprawdopodobniej jest satelitą jednej z nich. Oszacowana odległość wskazuje, że And XXII należy raczej do układu Messier 33 (Galaktyki Trójkąta). Byłby to pierwszy odkryty satelita Galaktyki Trójkąta.
Galaktykę odkryto dzięki obserwacjom wykonanym w ramach przeglądu fotometrycznego Pan-Andromeda Archaeological Survey.